# Sci alpino ai VI Giochi olimpici invernali - Slalom gigante maschile
La competizione dello slalom gigante maschile di sci alpino ai VI Giochi olimpici invernali si è svolta il giorno 15 febbraio 1952 a Norefjell presso Oslo.

## Classifica
| Pos.    | Atleta                      | Nazione       | Tempo  |
| ------- | --------------------------- | ------------- | ------ |
| Oro     | Stein Eriksen               | Norvegia      | 2'25"0 |
| Argento | Christian Pravda            | Austria       | 2'26"9 |
| Bronzo  | Toni Spiß                   | Austria       | 2'28"8 |
| 4       | Zeno Colò                   | Italia        | 2'29"1 |
| 5       | Georges Schneider           | Svizzera      | 2'31"2 |
| 6       | Stig Sollander              | Svezia        | 2'32"6 |
| 6       | Brooks Dodge                | Stati Uniti   | 2'32"6 |
| 8       | Bernhard Perren             | Svizzera      | 2'33"1 |
| 9       | Hans Senger                 | Austria       | 2'33"6 |
| 10      | Gunnar Hjeltnes             | Norvegia      | 2'33"7 |
| 11      | Fernand Grosjean            | Svizzera      | 2'33"8 |
| 12      | Fredy Rubi                  | Svizzera      | 2'34"0 |
| 13      | Guttorm Berge               | Norvegia      | 2'34"5 |
| 14      | James Couttet               | Francia       | 2'34"9 |
| 15      | Guy de Huertas              | Francia       | 2'35"1 |
| 16      | Henri Oreiller              | Francia       | 2'35"3 |
| 17      | Josef Schwaiger             | Germania      | 2'35"4 |
| 18      | Carlo Gartner               | Italia        | 2'35"7 |
| 19      | Alf Opheim                  | Norvegia      | 2'35"9 |
| 20      | Chiharu Igaya               | Giappone      | 2'36"1 |
| 21      | Åke Nilsson                 | Svezia        | 2'37"0 |
| 22      | Silvio Alverà               | Italia        | 2'37"7 |
| 23      | Maurice Sanglard            | Francia       | 2'38"0 |
| 24      | Jack Reddish                | Stati Uniti   | 2'39"5 |
| 24      | Roberto Lacedelli           | Italia        | 2'39"5 |
| 26      | Hisashi Mizugami            | Giappone      | 2'40"9 |
| 27      | Valentin Mulej              | Jugoslavia    | 2'41"3 |
| 28      | Benedikt Obermüller         | Germania      | 2'41"4 |
| 29      | Jack Nagel                  | Stati Uniti   | 2'42"0 |
| 30      | Sixten Isberg               | Svezia        | 2'42"3 |
| 31      | Pentti Alonen               | Finlandia     | 2'45"1 |
| 32      | Willi Klein                 | Germania      | 2'46"2 |
| 33      | Janež Štefe                 | Jugoslavia    | 2'47"5 |
| 34      | Robert Richardson           | Canada        | 2'48"2 |
| 35      | David Lawrence              | Stati Uniti   | 2'48"6 |
| 36      | André Bertrand              | Canada        | 2'49"3 |
| 37      | John Allen Griffin          | Canada        | 2'49"9 |
| 38      | Stefan Dziedzic             | Polonia       | 2'50"3 |
| 39      | Jan Płonka                  | Polonia       | 2'51"5 |
| 40      | Francisco Viladomat         | Spagna        | 2'51"6 |
| 41      | Andrzej Gąsienica Roj       | Polonia       | 2'52"2 |
| 42      | Eino Kalpala                | Finlandia     | 2'52"3 |
| 43      | John Boyagis                | Gran Bretagna | 2'52"5 |
| 44      | Niilo Juvonen               | Finlandia     | 2'52"8 |
| 45      | Mihai Bîră Sr.              | Romania       | 2'53"0 |
| 46      | Gordon Morrison             | Canada        | 2'54"2 |
| 47      | Pepi Erben                  | Germania      | 2'55"0 |
| 48      | Józef Marusarz              | Polonia       | 2'55"5 |
| 49      | Pablo Rosenkjer             | Argentina     | 2'55"9 |
| 49      | John Fredriksson            | Svezia        | 2'55"9 |
| 51      | Haukur Sigurðsson           | Islanda       | 2'57"0 |
| 52      | Hendrik Pappenheim          | Paesi Bassi   | 2'57"6 |
| 53      | Georgi Dimitrov Kostandinow | Bulgaria      | 2'59"5 |
| 54      | Radu Scîrneci               | Romania       | 3'00"1 |
| 55      | Pekka Alonen                | Finlandia     | 3'00"2 |
| 56      | Luis de Ridder              | Argentina     | 3'00"9 |
| 57      | Luis Arias                  | Spagna        | 3'01"5 |
| 57      | Jón Karl Sigurðsson         | Islanda       | 3'01"5 |
| 59      | Dumitru Sulică              | Romania       | 3'01"7 |
| 60      | Juan Poll                   | Spagna        | 3'03"5 |
| 61      | Otto Jung                   | Argentina     | 3'03"7 |
| 62      | Luis Molné                  | Spagna        | 3'04"9 |
| 63      | Ásgeir Eyjólfsson           | Islanda       | 3'06"4 |
| 64      | Ştefan Ghiţă                | Romania       | 3'06"7 |
| 65      | Georgi Mitrov               | Bulgaria      | 3'07"4 |
| 66      | Gino de Pellegrín           | Argentina     | 3'09"5 |
| 67      | William George Day          | Australia     | 3'10"5 |
| 68      | Stefán Kristjánsson         | Islanda       | 3'12"5 |
| 69      | Michel Feron                | Belgio        | 3'14"0 |
| 70      | Peter Pappenheim            | Paesi Bassi   | 3'15"1 |
| 71      | Rupert de Larrinaga         | Gran Bretagna | 3'16"9 |
| 72      | Dimitar Drazhev             | Bulgaria      | 3'17"6 |
| 73      | Michel Alphonse Feron       | Belgio        | 3'19"2 |
| 74      | Noel Harrison               | Gran Bretagna | 3'24"1 |
| 75      | Eduardo Silva               | Cile          | 3'25"6 |
| 76      | Jaime Errázuriz             | Cile          | 3'30"3 |
| 77      | Herbert Familton            | Nuova Zelanda | 3'31"7 |
| 78      | William Arnott              | Australia     | 3'38"4 |
| 79      | József Piroska              | Ungheria      | 3'39"3 |
| 80      | Barry Patten                | Australia     | 3'41"1 |
| 81      | William Hunt                | Nuova Zelanda | 3'51"6 |
| 82      | Ibrahim Geagea              | Libano        | 3'52"8 |
| -       | Egon Schöpf                 | Austria       | Squal. |